# Giovanni Guglielmo di Sassonia-Jena
Giovanni Guglielmo di Sassonia-Jena (Jena, 28 marzo 1675 – Jena, 4 novembre 1690) fu duca di Sassonia-Jena dal 1678 al 1690.

## Biografia
Era figlio del duca Bernardo II di Sassonia-Jena e della prima moglie Marie Charlotte de La Trémoille.
Fu l'unico figlio maschio della coppia a sopravvivere al padre ed ereditò il ducato a tre anni nel 1678. Nel testamento, Bernardo lasciò scritto che la reggenza fosse mantenuta da suo fratello Giovanni Ernesto II di Sassonia-Weimar, il quale esercitò il governo per cinque anni, ossia fino alla sua morte avvenuta il 15 maggio 1683.
Dopo Giovanni Ernesto II venne chiamato come sostituto Giovanni Giorgio I di Sassonia-Eisenach, fratello dei defunti duchi.
Nel 1686, alla morte di Giovanni Giorgio, subentrò Guglielmo Ernesto di Sassonia-Weimar, cugino di Giovanni Guglielmo.
Giovanni Guglielmo morì a quindici anni nel 1690 senza riuscire mai ad avere il governo effettivo del ducato, in quanto all'epoca della morte non aveva ancora raggiunto la maggiore età.
Non avendo avuto eredi, questa linea della dinastia Wettin si estinse e la Sassonia-Jena venne divisa tra la Sassonia-Weimar e la Sassonia-Eisenach.

## Ascendenza
|                                        |                            |                                            | Genitori                                    |  |  | Nonni |  |  | Bisnonni                     |  |  | Trisnonni                             |  |
|                                        |                            |                                            |                                             |  |  |       |  |  | 8. Johann von Sachsen-Weimar |  |  | 16. Johann Wilhelm von Sachsen-Weimar |  |
|                                        |                            |                                            |                                             |  |  |       |  |  | 8. Johann von Sachsen-Weimar |  |  | 16. Johann Wilhelm von Sachsen-Weimar |  |
|                                        |                            | 17. Dorothea Susanne von der Pfalz         |                                             |  |  |       |  |  | 8. Johann von Sachsen-Weimar |  |  |                                       |  |
| 4. Wilhelm von Sachsen-Weimar          |                            |                                            |                                             |  |  |       |  |  | 8. Johann von Sachsen-Weimar |  |  |                                       |  |
|                                        |                            | 9. Dorothea Maria von Anhalt               | 18. Joachim Ernst von Anhalt                |  |  |       |  |  |                              |  |  |                                       |  |
|                                        |                            | 9. Dorothea Maria von Anhalt               | 18. Joachim Ernst von Anhalt                |  |  |       |  |  |                              |  |  |                                       |  |
|                                        |                            | 9. Dorothea Maria von Anhalt               | 19. Eleonore von Württemberg                |  |  |       |  |  |                              |  |  |                                       |  |
| 2. Bernhard von Sachsen-Jena           |                            | 9. Dorothea Maria von Anhalt               |                                             |  |  |       |  |  |                              |  |  |                                       |  |
|                                        |                            | 10. Johann Georg I von Anhalt-Dessau       | 20. Joachim Ernst von Anhalt (= 18)         |  |  |       |  |  |                              |  |  |                                       |  |
|                                        |                            | 10. Johann Georg I von Anhalt-Dessau       | 20. Joachim Ernst von Anhalt (= 18)         |  |  |       |  |  |                              |  |  |                                       |  |
|                                        |                            | 10. Johann Georg I von Anhalt-Dessau       | 21. Agnes von Barby-Mühlingen               |  |  |       |  |  |                              |  |  |                                       |  |
| 5. Eleonore Dorothea von Anhalt-Dessau |                            | 10. Johann Georg I von Anhalt-Dessau       |                                             |  |  |       |  |  |                              |  |  |                                       |  |
|                                        |                            | 11. Dorothea von Pfalz-Simmern             | 22. Johann Kasimir von Pfalz-Simmern        |  |  |       |  |  |                              |  |  |                                       |  |
|                                        |                            | 11. Dorothea von Pfalz-Simmern             | 22. Johann Kasimir von Pfalz-Simmern        |  |  |       |  |  |                              |  |  |                                       |  |
|                                        |                            | 11. Dorothea von Pfalz-Simmern             | 23. Elisabeth von Sachsen                   |  |  |       |  |  |                              |  |  |                                       |  |
| 1. Johann Wilhelm von Sachsen-Jena     |                            | 11. Dorothea von Pfalz-Simmern             |                                             |  |  |       |  |  |                              |  |  |                                       |  |
|                                        | 12. Claude de La Trémoille | 24. Louis III de La Trémoille              |                                             |  |  |       |  |  |                              |  |  |                                       |  |
|                                        | 12. Claude de La Trémoille | 24. Louis III de La Trémoille              |                                             |  |  |       |  |  |                              |  |  |                                       |  |
|                                        | 12. Claude de La Trémoille | 25. Jeanne de Montmorency                  |                                             |  |  |       |  |  |                              |  |  |                                       |  |
| 6. Henri de La Trémoille               | 12. Claude de La Trémoille |                                            |                                             |  |  |       |  |  |                              |  |  |                                       |  |
|                                        |                            | 13. Charlotte Brabantina van Oranje-Nassau | 26. Willem I van Oranje                     |  |  |       |  |  |                              |  |  |                                       |  |
|                                        |                            | 13. Charlotte Brabantina van Oranje-Nassau | 26. Willem I van Oranje                     |  |  |       |  |  |                              |  |  |                                       |  |
|                                        |                            | 13. Charlotte Brabantina van Oranje-Nassau | 27. Charlotte de Bourbon-Montpensier        |  |  |       |  |  |                              |  |  |                                       |  |
| 3. Marie Charlotte de La Trémoille     |                            | 13. Charlotte Brabantina van Oranje-Nassau |                                             |  |  |       |  |  |                              |  |  |                                       |  |
|                                        |                            | 14. Henri de La Tour d'Auvergne            | 28. François III de La Tour d'Auvergne      |  |  |       |  |  |                              |  |  |                                       |  |
|                                        |                            | 14. Henri de La Tour d'Auvergne            | 28. François III de La Tour d'Auvergne      |  |  |       |  |  |                              |  |  |                                       |  |
|                                        |                            | 14. Henri de La Tour d'Auvergne            | 29. Eléonore de Montmorency                 |  |  |       |  |  |                              |  |  |                                       |  |
| 7. Marie de La Tour d'Auvergne         |                            | 14. Henri de La Tour d'Auvergne            |                                             |  |  |       |  |  |                              |  |  |                                       |  |
|                                        |                            | 15. Elisabeth van Oranje-Nassau            | 30. Willem I van Oranje (= 26)              |  |  |       |  |  |                              |  |  |                                       |  |
|                                        |                            | 15. Elisabeth van Oranje-Nassau            | 30. Willem I van Oranje (= 26)              |  |  |       |  |  |                              |  |  |                                       |  |
|                                        |                            | 15. Elisabeth van Oranje-Nassau            | 31. Charlotte de Bourbon-Montpensier (= 27) |  |  |       |  |  |                              |  |  |                                       |  |
|                                        |                            | 15. Elisabeth van Oranje-Nassau            |                                             |  |  |       |  |  |                              |  |  |                                       |  |